# NGC 6702
NGC 6702 é uma galáxia elíptica (E) localizada na direcção da constelação de Lyra. Possui uma declinação de +45° 42' 22" e uma ascensão recta de 18 horas, 46 minutos e 57,6 segundos.
A galáxia NGC 6702 foi descoberta em 8 de Setembro de 1863 por Heinrich Louis d'Arrest.